# لا شيء يحدث مرتين
لا شيء يحدث مرتين (بالإنجليزية: Nothing Twice) هو ديوان شعري مختار للشاعرة البولندية فيسوافا شيمبورسكا، تُرجم إلى العربية على يد المترجم الفلسطيني يوسف حنا، وصدر عن دار طباق للنشر في رام الله سنة 2022. يُعد هذا العمل أول ترجمة فلسطينية تصدر لأدب حائز على جائزة نوبل في الأدب. يجمع الديوان قصائد منتقاة من أعمال شيمبورسكا التي عُرفت بتأملاتها الفلسفية، وسخريتها الهادئة، وبحثها في أعماق الوجود الإنساني.

## الخلفية
وُلدت فيسوافا شيمبورسكا في بولندا سنة 1923، ودرست الأدب البولندي وعلم الاجتماع في جامعة ياجيلونيان. كتبت أولى قصائدها في خمسينيات القرن العشرين، وواصلت النشر حتى وفاتها عام 2012.نالت جائزة نوبل في الأدب سنة 1996 "لشعرها الذي يتميز بدقة ساخرة وبتسليط الضوء على أجزاء من الواقع الإنساني من خلال المنظور التاريخي والبيولوجي".يرتكز الديوان على قصائد تتناول أسئلة الحياة اليومية والذاكرة والتجربة الشخصية، وغالبًا ما تدمج عناصر وجودية في سياق شعري بسيط الشكل ومعقّد المعنى. وتحمل القصيدة التي أعطت الديوان عنوانه،لا شيء يحدث مرتين، تأمّلاً في الزمن والفردية والتجربة غير القابلة للتكرار، وتُعد واحدة من أشهر قصائدها عالميًا.يُبرز الديوان كذلك نظرة شيمبورسكا الساخرة تجاه المسلمات، واستعدادها الدائم لإعادة مساءلة الواقع، حيث تستمد الكثير من قصائدها قوتها من البساطة والحياد اللغوي، كما يتسم شعرها برفض المباشرة الأيديولوجية أو الانفعالية.

## الترجمة والاستقبال العربي
يحمل هذا الإصدار أهمية مزدوجة؛ من جهة كونه يُقدّم شاعرة عالمية إلى جمهور عربي أوسع. وتُعتبر قصائد شيمبورسكا مرآة حادة للحس الإنساني، حيث تجمع بين الذكاء الشعري والتأمل الفلسفي الدقيق. أنجز الترجمة يوسف حنا، وهو كاتب ومترجم فلسطيني من بلدة الرامة، وقد ذكر في تقديمه للكتاب أن هذا المشروع هو ثمرة أربع سنوات من العمل المتواصل، وأنه سعى إلى الحفاظ على جماليات النص الأصلي دون التضحية بعمقه الفلسفي. عُرض الكتاب في معرض عمّان الدولي للكتاب، ثم في مهرجان فلسطين للكتاب في رام الله.

## الترجمة الإنجليزية
تُعد النسخة الإنجليزية التي أنجزها ستانسواف بارانتشاك وكلير كافاناغ من أبرز الترجمات المعتمدة، وقد نالت إشادات نقدية كبيرة في الصحف والمجلات الأدبية الدولية.